# St. Leonhard am Buchat

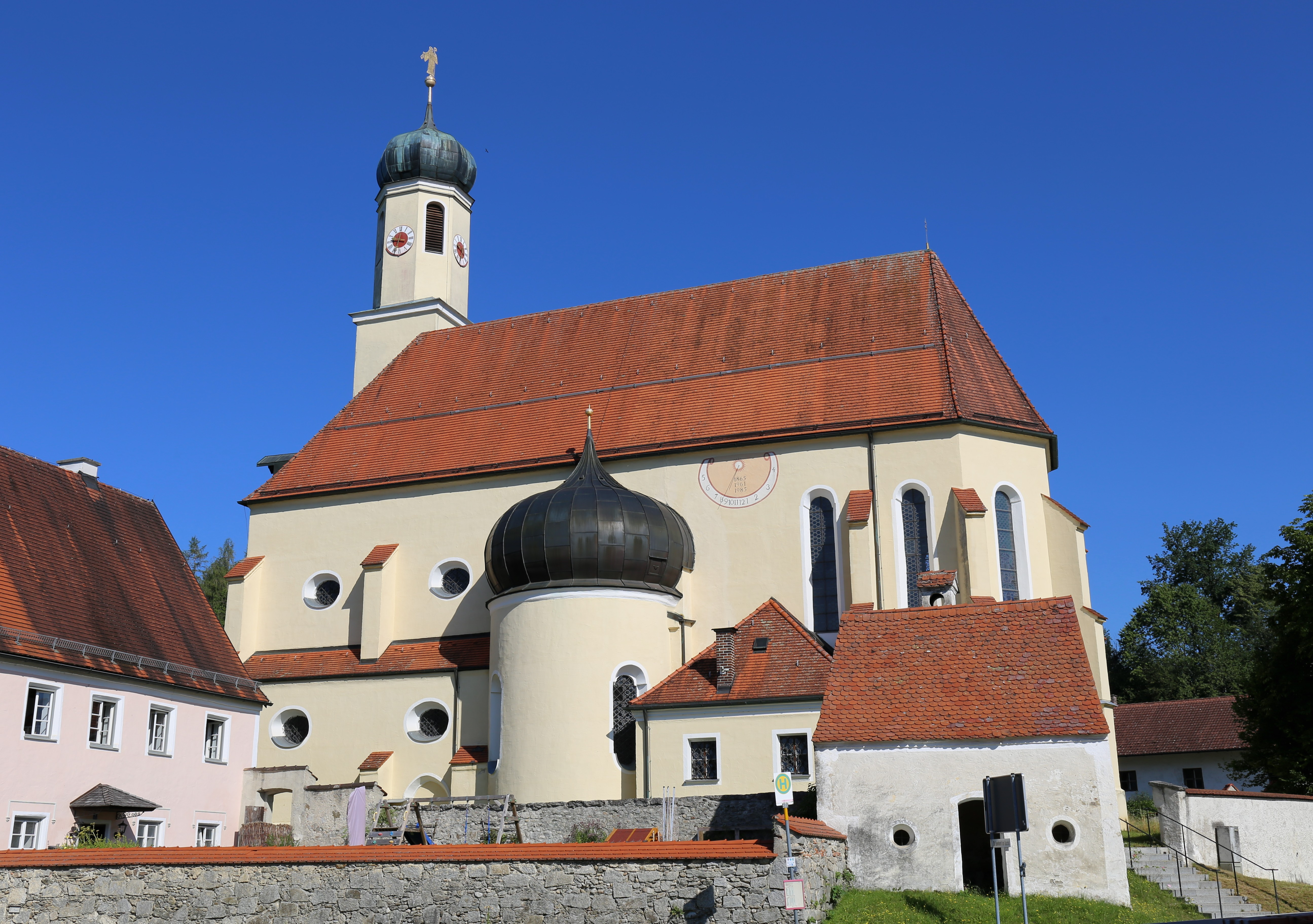
St. Leonhard am Buchat in Sankt Leonhard

Die römisch-katholische Pfarr- und Wallfahrtskirche St. Leonhard am Buchat steht in Sankt Leonhard, einem Gemeindeteil von Babensham im oberbayerischen Landkreis Rosenheim. Sie ist in der Liste der Baudenkmäler in Babensham als Baudenkmal unter der Nr. D-1-87-116-64 eingetragen. Die Kirche gehört zum Dekanat Rosenheim im Erzbistum München und Freising.

## Beschreibung
Die von Strebepfeilern gestützte gotische Saalkirche wurde im späten 15. Jahrhundert erbaut und im 17./18. Jahrhundert barock umgestaltet. Sie besteht aus dem Langhaus, dessen Wände vom romanischen Vorgängerbau übernommen wurden, dem dreiseitig geschlossenen Chor im Osten und dem Kirchturm auf quadratischem Grundriss im Westen, der aus der Längsachse nach Norden verschoben ist. Sein oberstes achteckiges Geschoss enthält die Turmuhr und den Glockenstuhl. Darauf sitzt eine Zwiebelhaube. Westlich vom Chorbogen wurden am Langhaus beidseitig halbrund geschlossene Kapellen angebaut.
Der Innenraum des Langhauses ist mit einem Stichkappengewölbe überspannt. Der Hochaltar wurde 1655 aufgestellt. Auf dem von Kaspar Amort dem Älteren gestalteten Altarretabel ist die Himmelfahrt Mariens dargestellt.
Die Orgel wurde von Josef Hackl erbaut.